# Patrick Chanceaulme
Patrick Chanceaulme est un footballeur professionnel né le 17 octobre 1956 à Vélines (Dordogne), aujourd'hui conférencier et dirigeant-fondateur d'une structure de formation au management.
Il a disputé 25 matches en D1 avec les Girondins de Bordeaux. Âgé de 23 ans, il quitte le monde professionnel du football, à la suite d'une grave blessure au genou. Il se reconvertit dans le milieu bancaire et joue en parallèle à Libourne (D3 puis D2) pendant 2 saisons. Il doit ensuite stopper définitivement le football, en raison des séquelles de son accident du genou. Il exerce alors pendant plus de 20 ans des fonctions à responsabilité dans le secteur bancaire puis crée en 2005 sa propre structure de formation, PCH-Concepts. Il propose depuis cette période une approche pour le moins originale du management d’équipes, grâce à la démarche Horse-Concept, pionnière et leader en Europe sur le marché du horse coaching et equi coaching, formations au leadership pour cadres et managers... avec la complicité des chevaux et des coaches experts de son équipe. Patrick Chanceaulme effectue également aujourd'hui des conférences en entreprises sur le thème de son dernier livre "Les entraîneurs sont-ils entraînés ?". Il accompagne en parallèle certains staffs techniques de clubs professionnels (foot, rugby, basket, handball, volley...), sur les thématiques de la communication et du management des joueurs (cf cycle de formation "Manager, tout un sport !").

## Carrière de joueur
- 1975-janvier 1980 :  Girondins de Bordeaux
- janvier 1980-1981 :  AS Libourne[2]